# バワリー作戦

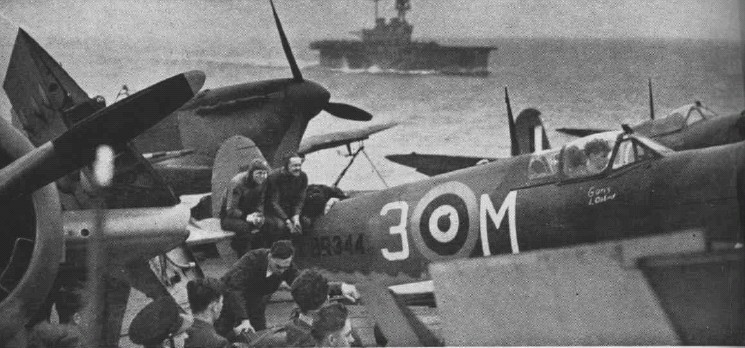
空母ワスプから撮影された戦闘機スピットファイア

バワリー作戦 (Operation Bowery) は第二次世界大戦中のマルタへの航空機輸送作戦の一つ。
1942年4月のカレンダー作戦で空母「ワスプ」によりマルタへ送られたスピットファイアはその後の空襲で大半が失われてしまった。そのため再度の輸送が必要となり、イギリス首相ウィンストン・チャーチルはアメリカ大統領フランクリン・ルーズベルトに「ワスプ」の再使用を求め、承諾された。
「ワスプ」はイギリスへ戻ってグラスゴーでスピットファイアを載せ、5月3日にスカパ・フローから巡洋戦艦「レナウン」、軽巡洋艦「カリブディス」、駆逐艦「エコー」、「イントレピッド」、「Lang」、「スタレット」とともに出航した。5月7日から8日の夜、ジブラルタルからの空母「イーグル」、駆逐艦「Ithuriel」、「パートリッジ」、「Westcott」（別資料にはこの艦の名前はない）、「Wishart」、「Wrestler」、「アンテロープ」、「Salisbury」、「Georgetown」、「Vidette」が合流した。「ワスプ」は47機、「イーグル」は17機のスピットファイアを運んだが、資料により「ワスプ」がグラスゴーで64機を載せて、途中で「イーグル」へ17機移したとなっていたり、「イーグル」の17機は過去の作戦でマルタへ送れなかった機体であるとなっていたりする。
5月9日、アルジェの北60浬で両空母からスピットファイアが発進し、マルタへ向かった。64機が発進して60機がマルタに着いたとも、63機中61機がマルタに着いたとも。